# Eleccions municipals de 1999 a Aiguamúrcia
Les eleccions municipals de 1999 a Aiguamúrcia van ser unes eleccions locals que es van celebrar el diumenge 13 de juny de 1999 a Aiguamúrcia, a l'Alt Camp, com a part de les eleccions municipals espanyoles. Es van triar els 7 regidors de l'Ajuntament d'Aiguamúrcia.

## Sistema electoral
Les eleccions als ajuntaments de l'Estat espanyol estan fixades per celebrar-se el quart diumenge de maig cada quatre anys. El sistema electoral fa servir la regla D'Hondt amb representació proporcional, llistes tancades i una barrera electoral del 5% dels vots vàlids, que inclou els vots en blanc. La votació per a l'assemblea local es basa en el sufragi universal.
En les eleccions municipals, la circumscripció electoral és el municipi i el nombre d'escons (o sigui, regidors) a triar del municipi es determina en funció del nombre d'habitants censats en aquest municipi. En el cas d'Aiguamúrcia, en tenir 520 persones censades, l'hi correspon 7 regidors.

## Candidatures
El 18 de maig del mateix any, la Junta Electoral de Zona del Vendrell va proclamar dues úniques candidatures del municipi d'Aiguamúrcia en el Butlletí Oficial de la Província de Tarragona.
1. Convergència i Unió (CiU)
2. PSC-Progrés Municipal (PSC-PM)

## Jornada electoral

### Constitució de les meses
En aquell moment, Aiguamúrcia tenia una població de 627 habitants, dels quals 520 persones van ser cridades a votar en una de les dues meses que es van constituir al municipi.

### Participació
La participació en aquestes eleccions va ser de 80,0%, el qual cosa implica que un total de 416 ciutadans del municipi van decidir exercir el seu dret a vot. Comparant aquesta participació amb la mitjana catalana, Aiguamúrcia va registrar una xifra molt més alta, situant-se en 24,1 punts percentuals per sobre.
A continuació, es presenta una taula amb els percentatges de participació registrats a diferents hores del dia de les eleccions:
| Hores              | Aiguamúrcia    |
| ------------------ | -------------- |
| Participació (14h) | 35,2% ( -2,7%) |
| Participació (18h) | 56,0% ( -2,2%) |
| Participació (20h) | 80,0% ( -1,7%) |